# Жарко Николич
Жарко Николич (серб. Жарко Николић / Žarko Nikolić, * 16 жовтня 1936 — † 22 серпня 2011) — югославський футболіст, захисник, чемпіон Олімпійських ігор 1960 року, срібний призер чемпіонату Європи 1960 року.

## Клубна кар'єра
Жарко Николич розпочинав кар'єру на позиції лівого інсайда, але досить швидко знайшов для себе оптимальну позицію — захисник. Майже всю карьеру виступав в складі «Воєводини» з міста Новий Сад. Відіграв за команду понад 600 матчів, з яких 227 в чемпіонатах країни. Разом з командою Жарко досягнув історичного успіху — у 1966 році команда виграла перший в своїй історії титул Чемпіона Югославії. В тому сезоні Николич відіграв 29 матчів і забив 4 м'ячі — це найкращий показник в кар'єрі футболіста.
Відразу після цього успіху Николич перейшов до німецького «Шальке 04», щоправда не зумів закріпитися в складі команди. За два роки Жарко зіграв лише 11 матчів. Повернувшись у «Воєводину», футболіст незабаром завершив кар'єру.

## Кар'єра в збірній
В складі національної збірної Югославії Николич почав грати в 1959 році, хоче ще у 1958 був у числі кандидатів на поїздку до Швеції на чемпіонат світу.
В 1960 році Жарко став срібним призером чемпіонату Європи і чемпіоном Олімпійських ігор, щоправда на Європейській першості він зіграв лише раз на початковій стадії, а матчі Олімпіади провів на лаві запасних.
Був Николич в заявці збірної і на чемпіонаті світу 1962 року, але не зіграв жодного матчу.

## Досягнення
- Чемпіон Югославії: 1965-66
- Срібний призер чемпіонату Югославії: 1956-57, 1961-62
- Бронзовий призер чемпіонату Югославії: 1958-59
- Олімпійський чемпіон: 1960
- Віце-чемпіон Європи: 1960
- Півфіналіст чемпіонату світу: 1962